# Andreasklinik
Die Andreasklinik ist ein Spital in Cham. Die Klinik wurde 1998 gegründet und ist Teil der Hirslanden-Gruppe. Im Geschäftsjahr 2023/24 wurden an der Klinik 4494 stationäre Patienten von 125 Ärzten behandelt.

## Geschichte
Die Klinik wurde 1998 gegründet. Im Jahr 2001 erfolgte die Übernahme durch die Hirslanden-Gruppe.

## Kennzahlen
An der Andreasklinik sind 357 Mitarbeiter sowie 125 Belegärzte und angestellte Ärzte tätig. Die Klinik verfügt über 56 Betten, vier Operationssäle und drei Gebärsäle. Im Geschäftsjahr 2023/24 wurden 4494 stationäre Patienten behandelt und 5053 Patienten haben die Notfallstation aufgesucht. Im selben Zeitraum kamen 402 Kinder an der Andreasklinik zur Welt.

## Fachgebiete
| Fachgebiet                  | behandelte, stationäre Patienten 2023/2024 |
| --------------------------- | ------------------------------------------ |
| Orthopädie/Sportmedizin     | 2223                                       |
| Gynäkologie/Geburtshilfe    | 576                                        |
| Chirurgie/Viszeralchirurgie | 404                                        |
| Innere Medizin              | 207                                        |
| Neurochirurgie              | 424                                        |